# Rinaldo Scandroglio
Rinaldo Scandroglio fue un artista italiano activo en Colombia a mediados de la década de 1920. Fue reconocido por su trabajo como ilustrador para la revista Cromos, la cual lo contrató en 1928. En 1926, con un dibujo sobre el presidente Miguel Abadía Méndez, se inició la publicación de sus trabajos gráficos. Cromos fue una de las primeras revistas que le permitieron al artista mostrar sus ilustraciones. Años después, su trabajo no solo se vio en esta revista, sino también El Gráfico, Universidad, Mundo al Día, Revista Pan y El Espectador fueron las que hicieron posible que por varias décadas el italiano mostrara su obra gráfica en el país.

### Formación Académica
A la edad de 9 años, Scandroglio fue puesto en el colegio, donde aprendería sus primeras nociones de dibujo. Tras sus excelentes resultados, participó varios en concursos en la ciudad de Milán, y fue ganando reconocimiento en la ciudad.
A los 18 años dejó el colegio y se trasladó a la ciudad de Trieste para continuar con sus estudios.

## Su trabajo durante la guerra
Con la llegada de la Primera Guerra Mundial, Scandroglio fue llevado a prisión en el campo de Sigmundsherberg, Austria. Allí el continuaría desarrollando su arte, fundando una academia de pintura dentro de la prisión de la cual él fue el director. Luego con el fin de la guerra, llega su fuga a Bohemia, en Pilsen desarrolla una exposición, y con su producto, regresa a Italia en 1918.

## Trabajos en Cromos
A lo largo de su estancia en Bogotá, Scandroglio elaboró diversas ilustraciones y comics para la revista Cromos. Entre sus trabajos más conocidos se encuentran La Gran Mancha Roja: una historieta que narra lo sucedido en Bogotá el 9 de abril de 1948.